# Серрана-ду-Сертан-Алагоану (микрорегион)

Серрана-ду-Сертан-Алагоану на карте.

Серрана-ду-Сертан-Алагоану (порт. Microrregião Serrana do Sertão Alagoano) — микрорегион в Бразилии, входит в штат Алагоас. Составная часть мезорегиона Сертан штата Алагоас. Население составляет 89 487 человек (на 2010 год). Площадь — 2612,469 км². Плотность населения — 34,25 чел./км².

## Демография
Согласно сведениям, собранным в ходе переписи 2010 г. Национальным институтом географии и статистики (IBGE), население микрорегиона составляет:						
| Полное население                             | Полное население                             | Полное население                             | Полное население                             | 89 487 |
| -------------------------------------------- | -------------------------------------------- | -------------------------------------------- | -------------------------------------------- | ------ |
| в том числе:                                 | Городское население                          | 25 808                                       | Процент городского населения, %              | 28,84  |
|                                              | Сельское население                           | 63 679                                       | Процент сельского населения, %               | 71,16  |
|                                              | Мужское население                            | 44 574                                       | Процент мужского населения, %                | 49,81  |
|                                              | Женское население                            | 44 913                                       | Процент женского населения, %                | 50,19  |
| Плотность населения, чел/км²                 | Плотность населения, чел/км²                 | Плотность населения, чел/км²                 | Плотность населения, чел/км²                 | 34,25  |
| Население микрорегиона в % к населению штата | Население микрорегиона в % к населению штата | Население микрорегиона в % к населению штата | Население микрорегиона в % к населению штата | 2,87   |

## Состав микрорегиона
В составе микрорегиона включены следующие муниципалитеты:
1. Канапи
2. Иньяпи
3. Мата-Гранди
4. Париконья
5. Агуа-Бранка